# Aparri
Aparri é um município de  primeira classe de renda municipal (d) na província Cagayan, nas Filipinas. De acordo com o censo de 1 de maio  de  2020 possui uma população de 68 839 pessoas e 15 785 domicílios.